# Epimyrma algeriana
Epimyrma algeriana је инсект из реда Hymenoptera.

## Угроженост
Ова врста се сматра рањивом у погледу угрожености врсте од изумирања.

## Распрострањење
Ареал врсте је ограничен на једну државу. 
Алжир је једино познато природно станиште врсте.